# Allan Morante
Allan Morante, né le 13 août 1994 à Drancy, est un trampoliniste français.

## Biographie
De retour d'un essai à la gymnastique au stade Auguste-Delaune de Saint-Denis qui ne l'avait pas attiré, il découvre la salle de trampoline et demande à ses parents de l'y inscrire.
Il est médaillé de bronze en synchronisé aux Championnats du monde de trampoline 2015 et champion de France en 2016 et 2017.
Il commence le trampoline à huit ans au club La Dionysienne de Saint-Denis (Seine-Saint-Denis), club auquel il appartient toujours. C'est en 2008, à l'âge de 13 ans, qu'Allan intègre le Pôle Espoir de Trampoline de Bois-Colombes. Il s'entraîne alors avec Christine Blaise (entraîneur du Pole Espoir) qui l'aide à apprendre de nouvelles figures et à perfectionner ses mouvements. Allan fait alors une progression fulgurante et se place dans les meilleurs français de sa catégorie.
En 2010, il participe à ses premiers championnats du monde Junior et lors de sa deuxième participation en 2011 il en sort médaillé de bronze en individuel et vice champion en synchronisé (avec son partenaire Redha Messatfa). 
Il intègre l'équipe de France senior en 2014 et parvient à se qualifier aux Championnats du Monde de à Daytona Beach en Floride. En 2015, il se qualifie pour les premiers Jeux européens à Bakou, où il domine la phase de qualification et finit quatrième après la finale. Cette même année, il obtient une médaille de bronze aux Championnats du monde d'Odense en synchronisé avec son partenaire Sébastien Martiny ainsi qu'une médaille d'Or dans cette même catégorie aux Championnats du Monde de Loulé.
C'est en 2016 qu'Allan accède à la place de Champion de France, en individuel et en synchronisé. Titres qu'il obtiendra également en 2017. Il sera également récompensé par une médaille d'argent en individuel à la Coupe du monde Quimbra et d'une médaille de bronze en Synchronisé. Cette année-là, il sera également remplaçant aux Jeux Olympiques de Rio.
En 2020, Allan Morante est le meilleur français de sa discipline (selon la ranking liste établie par la Fédération française de Gymnastique) et un des plus hauts mondiaux.
Son objectif principal est de pouvoir représenter la France aux Jeux Olympiques de 2020 et 2024.
Aux Championnats d'Europe 2021 à Sotchi, il remporte la médaille de bronze par équipes avec Julian Chartier, Florestan Riou et Josuah Faroux. Qualifié pour les Jeux de Tokyo, il est éliminé au premier tour.
En avril 2022, il intègre l'Armée de l'air comme sportif de haut niveau.
Il est sacré champion d'Europe 2022 en individuel et par équipes à Rimini.
Aux Championnats du monde de trampoline 2023 à Birmingham, il remporte la médaille d'or en trampoline par équipes avec Morgan Demiro-o-Domiro, Pierre Gouzou et Julian Chartier.
Aux Championnats d'Europe de trampoline 2024 à Guimarães, il remporte la médaille d'or en trampoline par équipes avec Julian Chartier, Morgan Demiro-o-Domiro et Pierre Gouzou.

## Palmarès

### 2014
- 3e au Championnat de France
- Vice champion de France par équipe en Division Nationale 3
- 5e à la coupe du Monde de Loulé
- Finaliste des Championnats d'Europe
- 4e par équipe aux Championnats d'Europe
- Participation au Championnat du Monde à Daytona Beach
- Numéro 2 français sur la ranking list

### 2015
- 3e au Championnat de France en synchronisé
- 8e au Championnat de France en individuel
- 3e en synchronisé aux Championnats du monde à Odense
- Demi-Finaliste, 12e des Championnats du monde à Odense
- 4e par équipe aux Championnats du monde
- 4e en individuel aux premiers Jeux européens à Bakou
- 7e en synchronisé aux premiers Jeux européens à Bakou
- Vainqueur en synchronisé à la Coupe du monde de Loulé
- Finaliste en individuel de la Coupe du monde de Loulé
- 8e en individuel à la Japan Open

### 2016
- Champion de France individuel et Synchronisé
- 2e en Individuel à la coupe du Monde de Quimbra
- 3e en synchronisé à la coupe du monde de Quimbra
- Remplacant aux Jeux Olympiques de Rio

### 2017
- Champion de France individuel et synchronisé
- 4e individuel et synchronisé au Championnat du Monde

### 2018
- 3e au Championnat d'Europe en individuel
- 7e en synchronisé au Championnat d'Europe

### 2019
- 3e en synchronisé aux Jeux européens[11]

### 2021
- 3e par équipes aux Championnats d'Europe 2021 à Sotchi
- Vainqueur en individuel de la Coupe du monde à Brescia[12]

### 2022
- Champion d'Europe 2022 à Rimini[8]
- Championnats du monde 2022 à Sofia : 2e en individuel[13] et par équipes

### 2023
- Championnats du monde 2023 à Birmingham : 1er par équipe[9]

### 2024
- Championnats d"Europe 2024 à Guimarães : 1er par équipe[10]